# Mike Koglin
Mike Koglin est un DJ et producteur allemand de musique électronique.
Il est connu pour le titre The Silence (1998) reprise de Enjoy the Silence (1990) de Depeche Mode.

## Discographie
- VS (2006)
- Visions Around The Globe: Noys Sessions (2009)